# Parafia Najświętszej Maryi Panny Częstochowskiej w Szczecnie
Parafia Najświętszej Maryi Panny Częstochowskiej w Szczecnie – parafia rzymskokatolicka, znajdująca się w diecezji kieleckiej, w dekanacie daleszyckim.